# Brand New Day (Kodaline)
Brand New Day is een nummer van de Ierse alternatieve rockband Kodaline uit 2013. Het is de derde single van hun debuutalbum In a Perfect World.
"Brand New Day" gaat over dat de leden van Kodaline hun geboortestadje Swords verlaten om de wijde wereld in te trekken. Het nummer werd een kleine hit in Ierland, het thuisland van Kodaline, waar het de 29e positie behaalde. In Nederland had het minder succes met een 14e positie in de Tipparade.

## Tracklijst
Muziekdownload
1. "Brand New Day" (radiomix) - 3:23
2. "Gabriel" - 4:32
3. "Brand New Day" (feat. Nina Nesbitt) (akoestische versie) - 3:41
4. "Perfect World" (akoestische versie) - 2:57